# Оллан Касселл
Оллан Конлі Касселл (англ. Ollan Conley Cassell; нар. 5 жовтня 1937) — американський легкоатлет, який спеціалізувався в бігу на короткі дистанції.

## Із життєпису
Олімпійський чемпіон в естафеті 4×400 метрів (1964).
На Олімпіаді-1964 також брав участь у бігу на 400 метрів, проте зупинився на півфінальній стадії.
Чемпіон (в естафетах 4×100 та 4×400 метрів) та срібний призер (у бігу на 200 метрів) Панамериканських ігор (1963).
Чемпіон США у бігу на 220 ярдів (1957) та 440 ярдів (1965).
Ексрекордсмен світу в естафеті 4×400 метрів.
По завершенні спортивної кар'єри працював технічним та виконавчим директором Аматорського спортивного союза та Федерації легкої атлетики США.
Віце-президент ІААФ (1984-1999).

## Основні міжнародні виступи
| Рік  | Змагання             | Місто     | Місце | Дисципліна |
| ---- | -------------------- | --------- | ----- | ---------- |
| 1963 | Панамериканські ігри | Сан-Паулу | 2     | 200 м      |
| 1963 | 1                    | 4×100 м   |       |            |
| 1963 | 1                    | 4×400 м   |       |            |
| 1964 | Олімпійські ігри     | Токіо     | 2пф5  | 400 м      |
| 1964 | 1                    | 4×400 м   |       |            |

## Визнання
- Член Зали слави легкої атлетики США (2006)[1]